# Luís Alexandre, Príncipe de Lamballe
Luís Alexandre de Bourbon, Príncipe de Lamballe (Paris, 6 de setembro de 1747 – Louveciennes, 6 de maio de 1768) foi um príncipe francês da Casa de Bourbon descendente do rei Luís XIV de França.
Era filho de Luís João Maria de Bourbon e de Maria Teresa d'Este. Seus avós paternos eram Luís Alexandre de Bourbon, um filho do rei Luís XIV com sua amante Madame de Montespan, e Maria Vitória de Noailles. Seus avós maternos eram o duque Francisco III de Módena e Carlota Aglaé de Orleães, filha de Filipe II, Duque de Orleães.
Luís Alexandre desposa, por procuração, a princesa italiana Maria Luisa Teresa de Saboia, Mademoiselle de Carignan, membro de um ramo ilegítimo da Casa de Saboia em 17 de janeiro de 1767. Não houve descendência.
Depois de uma curta vida de excessos, Luís Alexandre morreu em 6 de maio de 1768, dezesseis meses depois de seu casamento, de uma doença venérea no Castelo de Louveciennes nos braços de sua esposa.